# Lauri Kristian Relander
Lauri Kristian Relander (/reˈlɑnːder/ ; né le 31 mai 1883 à Kurkijoki – mort le 9 février 1942 à Helsinki) est un homme d'État finlandais. Membre du Parti agraire, il fut le second président de la République de 1925 à 1931.